# Rust (Baden)
Rust ist eine Gemeinde im Ortenaukreis in Baden-Württemberg. Sie liegt nordwestlich von Freiburg im Breisgau und südwestlich von Offenburg. Zur Gemeinde gehören außer dem Dorf Rust keine weiteren Ortschaften.
Der Ort ist für den Europa-Park bekannt, Europas drittgrößten Freizeitpark. Seit 2019 gibt es zudem das Erlebnisbad Rulantica.

## Geographie

### Geographische Lage
Rust liegt im Rheintal. Im Westen befinden sich jenseits des Rheins, der die Grenze zu Frankreich markiert, die Vogesen, östlich der Schwarzwald. Rust grenzt an das Naturschutzgebiet Taubergießen. Durch Rust fließt der Fluss Elz.

### Nachbargemeinden
Im Norden grenzt Rust an die Gemeinde Kappel-Grafenhausen, im Osten liegt die Gemeinde Ringsheim. Im Süden grenzt Rust an Rheinhausen im Breisgau im Landkreis Emmendingen und im Westen an das gemeindefreie Gebiet Rheinau bzw. auf französischer Rheinseite an die Gemeinde Rhinau.

### Historische Geographie
In der Gemeinde Rust liegen die abgegangenen Ortschaften Rohrburg, auf die ein Flurname südlich von Rust hindeutet, und Tannenbuck, das durch archäologische Ausgrabungen als hochmittelalterlicher Turmhügel identifiziert wurde.

### Klima
Rust liegt in einer Zone mit warm- und feucht-gemäßigtem Klima. Das Klima in dieser Region weist leichte Unterschiede zwischen Hochs und Tiefs auf, und es gibt das ganze Jahr über ausreichend Niederschlag. Es ist jedoch fast ein „feuchtes subtropisches Klima“, da die Durchschnittstemperaturen im Juli und August knapp 22 °C betragen und die Oberrhein-Region ein subtropisches Klima über die Sommermonate erzeugt.
|                        | Jan  | Feb  | Mär  | Apr  | Mai  | Jun  | Jul  | Aug  | Sep  | Okt  | Nov  | Dez  |   |       |
| Mittl. Temperatur (°C) | 2,8  | 4,0  | 7,4  | 11,2 | 15,2 | 19,7 | 21,8 | 21,1 | 16,5 | 11,7 | 6,9  | 4,6  | ⌀ | 11,9  |
| Mittl. Tagesmax. (°C)  | 5,4  | 7,7  | 12,5 | 17,0 | 20,6 | 25,4 | 28,0 | 27,6 | 22,4 | 16,3 | 10,2 | 7,3  | ⌀ | 16,7  |
| Mittl. Tagesmin. (°C)  | 0,2  | 0,4  | 2,4  | 5,4  | 9,8  | 14,1 | 15,5 | 14,6 | 10,5 | 7,0  | 3,6  | 1,9  | ⌀ | 7,2   |
|                        |      |      |      |      |      |      |      |      |      |      |      |      |   |       |
| Niederschlag (mm)      | 48,4 | 36,5 | 32,8 | 55,6 | 79,7 | 63,4 | 42,1 | 44,5 | 43,7 | 43,3 | 49,4 | 37,1 | Σ | 576,5 |
|                        |      |      |      |      |      |      |      |      |      |      |      |      |   |       |
| Sonnenstunden (h/d)    | 1,4  | 3,3  | 4,9  | 6,4  | 7,0  | 8,3  | 8,9  | 8,0  | 6,6  | 3,5  | 2,1  | 1,8  | ⌀ | 5,2   |
|                        |      |      |      |      |      |      |      |      |      |      |      |      |   |       |
| Regentage (d)          | 18,3 | 11,2 | 13,4 | 11,9 | 13,6 | 12,9 | 10,1 | 9,7  | 10,8 | 11,2 | 14,5 | 13,7 | Σ | 151,3 |

| 0,2 |

| 0,4 |

| 2,4 |

| 5,4 |

| 9,8 |

| 14,1 |

| 15,5 |

| 14,6 |

| 10,5 |

| 7,0 |

| 3,6 |

| 1,9 |

| 0,2 |

| 0,4 |

| 2,4 |

| 5,4 |

| 9,8 |

| 14,1 |

| 15,5 |

| 14,6 |

| 10,5 |

| 7,0 |

| 3,6 |

| 1,9 |

## Geschichte
Der Ort Rust wurde das erste Mal im Jahre 762 im sogenannten Eddo-Testament erwähnt. Die Gemeinde gehörte lange zum Landkreis Lahr und kam nach dessen Auflösung 1973 zum neugebildeten Ortenaukreis.
Beim Novemberpogrom 1938 wurde die Inneneinrichtung der Synagoge in der Klarastraße 14 von SA-Männern geschändet, aber das Gebäude selbst nicht zerstört. Erst 1964 wurde es nach heftigen öffentlichen Debatten abgerissen. Wahrheitswidrig berichtet die am Lagerhaus der Raiffeisenbank angebrachte Gedenktafel, das Gotteshaus sei „durch Kriegseinwirkungen“ zerstört worden.
In Rust fand der Start der ersten Etappe der Tour de Suisse 2001 nach Basel statt.

## Bevölkerung

### Einwohnerentwicklung

Bevölkerungsentwicklung in Rust von 1871 bis 2017

Quelle: Statistisches Landesamt Baden-Württemberg
| Jahr | Einwohner |
| ---- | --------- |
| 1871 | 1735      |
| 1880 | 1795      |
| 1890 | 1722      |
| 1900 | 1768      |
| 1910 | 1897      |
| 1925 | 1779      |
| 1933 | 1844      |
| 1939 | 1797      |
| 1950 | 1936      |
| 1961 | 2200      |
| 1965 | 2475      |
| 1970 | 2599      |
| 1975 | 2595      |

| Jahr | Einwohner |
| ---- | --------- |
| 1980 | 2632      |
| 1985 | 2653      |
| 1990 | 2751      |
| 1995 | 3122      |
| 2000 | 3391      |
| 2005 | 3586      |
| 2010 | 3736      |
| 2015 | 4003      |
| 2020 | 4317      |
| 2022 | 5002      |

### Religion
Die Bevölkerung von Rust ist mit 68 % mehrheitlich römisch-katholisch, während 14 % der evangelischen Kirche angehören. 18 % der Bevölkerung gehören einer anderen christlichen Konfession oder Religion an oder sind konfessionslos. (Quelle: Zensus 2011)

## Politik

### Verwaltungsgemeinschaft
Die Gemeinde gehört der Vereinbarten Verwaltungsgemeinschaft der Stadt Ettenheim an.

### Gemeinderat
Der Gemeinderat in Rust hat zwölf Mitglieder. Die Kommunalwahl am 9. Juni 2024 brachte bei einer Wahlbeteiligung von 57,5 % folgendes Ergebnis:
| Parteien und Wählergemeinschaften | Parteien und Wählergemeinschaften           | % 2024 | Sitze 2024 | % 2019 | Sitze 2019 | Kommunalwahl 2024 %3020100 29,224,724,321,8 CDUABfRSPDFWGewinne und Verlusteim Vergleich zu 2019 %p 4 2 0 −2 −4+0,1+2,3−0,3−2,2CDUABfRSPDFW |
| CDU                               | Christlich Demokratische Union Deutschlands | 29,2   | 4          | 29,1   | 3          | Kommunalwahl 2024 %3020100 29,224,724,321,8 CDUABfRSPDFWGewinne und Verlusteim Vergleich zu 2019 %p 4 2 0 −2 −4+0,1+2,3−0,3−2,2CDUABfRSPDFW |
| ABfR                              | Aktive Bürger für Rust                      | 24,7   | 4          | 22,4   | 3          | Kommunalwahl 2024 %3020100 29,224,724,321,8 CDUABfRSPDFWGewinne und Verlusteim Vergleich zu 2019 %p 4 2 0 −2 −4+0,1+2,3−0,3−2,2CDUABfRSPDFW |
| SPD                               | Sozialdemokratische Partei Deutschlands     | 24,3   | 3          | 24,6   | 3          | Kommunalwahl 2024 %3020100 29,224,724,321,8 CDUABfRSPDFWGewinne und Verlusteim Vergleich zu 2019 %p 4 2 0 −2 −4+0,1+2,3−0,3−2,2CDUABfRSPDFW |
| FWV                               | Freie Wählervereinigung                     | 21,8   | 3          | 24,0   | 3          | Kommunalwahl 2024 %3020100 29,224,724,321,8 CDUABfRSPDFWGewinne und Verlusteim Vergleich zu 2019 %p 4 2 0 −2 −4+0,1+2,3−0,3−2,2CDUABfRSPDFW |
| gesamt                            | gesamt                                      | 100,0  | 12         | 100,0  | 12         | Kommunalwahl 2024 %3020100 29,224,724,321,8 CDUABfRSPDFWGewinne und Verlusteim Vergleich zu 2019 %p 4 2 0 −2 −4+0,1+2,3−0,3−2,2CDUABfRSPDFW |
| Wahlbeteiligung                   | Wahlbeteiligung                             | 53,5 % | 53,5 %     | 57,5 % | 57,5 %     | Kommunalwahl 2024 %3020100 29,224,724,321,8 CDUABfRSPDFWGewinne und Verlusteim Vergleich zu 2019 %p 4 2 0 −2 −4+0,1+2,3−0,3−2,2CDUABfRSPDFW |

### Bürgermeister
Am 2. Februar 2014 setzte sich Kai-Achim Klare (SPD) im zweiten Wahlgang mit 78 Stimmen mehr gegen Mitkandidat Marcel Baumann durch. Am 2. April 2014 übernahm er das Amt des Bürgermeisters von dem seit 1990 amtierenden Günter Gorecky (SPD). Am 16. Januar 2022 wurde Klare im ersten Wahlgang mit 96,7 Prozent der Stimmen für eine zweite Amtszeit wiedergewählt.
| Bürgermeister               | von  | bis   |
| --------------------------- | ---- | ----- |
| Kai-Achim Klare             | 2014 | heute |
| Günter Gorecky              | 1990 | 2014  |
| Wolfgang Obert              | 1989 | 1989  |
| Erich Spoth                 | 1961 | 1989  |
| Theodor Schießle            | 1948 | 1960  |
| Franz Utz                   | 1945 | 1948  |
| Emil Schießle               | 1935 | 1945  |
| Karl Sattler                | 1923 | 1935  |
| Wilhelm Utz                 | 1898 | 1923  |
| Wilhelm Schießle            | 1890 | 1898  |
| Adam Sattler                | 1889 | 1890  |
| Leopold Haas                | 1885 | 1889  |
| Eduard Werner               | 1879 | 1885  |
| Christian Gruninger         | 1874 | 1879  |
| Berthold Schmidt            | 1871 | 1874  |
| Heinrich Nadler             | 1866 | 1871  |
| Quelle: Ortssippenbuch Rust |      |       |

### Wappen
| Wappen von Rust | Blasonierung: „In gespaltenem Schild vorne in Blau ein pfahlgestellter, linksgewendeter silberner Fisch, hinten in Rot eine goldene Pflugschar.“ |
| Wappen von Rust | Wappenbegründung: Rust war von 1442 bis zum Anfall an Baden 1806 im Besitz der Familie Böcklin von Böcklinsau, die bei der Ortenauer Reichsritterschaft immatrikuliert war. Die Fischerei bildete einst neben der Landwirtschaft die Haupterwerbsquelle der an Rhein und Elz gelegenen Gemeinde. Die Ruster Fischer waren in einer Zunft organisiert, deren Siegel einen von zwei pfahlweis nach unten schwimmenden Fischen beseiteten Anker zeigt. Es ist daher nicht verwunderlich, dass die Siegel der Gemeinde seit dem ältesten, mit 1703 datierten Typar einen gespaltenen Schild mit den heute noch üblichen Wappenmotiven enthalten. Bis Ende des 19. Jahrhunderts wurde die Pflugschar gestürzt dargestellt, der Schild mit einem Oberwappen versehen (Spangenhelm, Helmdecken und Krone) – eine auch bei anderen ritterschaftlichen Orten zu beobachtende Besonderheit. Die heutige Fassung und Tingierung des Wappens geht auf einen Vorschlag des Generallandesarchivs von 1898 zurück. |

### Gemeindepartnerschaft
Rust (Baden) unterhält mit folgender Stadt eine Partnerschaft:
- Marlenheim, Elsass, Frankreich

## Kultur und Sehenswürdigkeiten

### Bauwerke

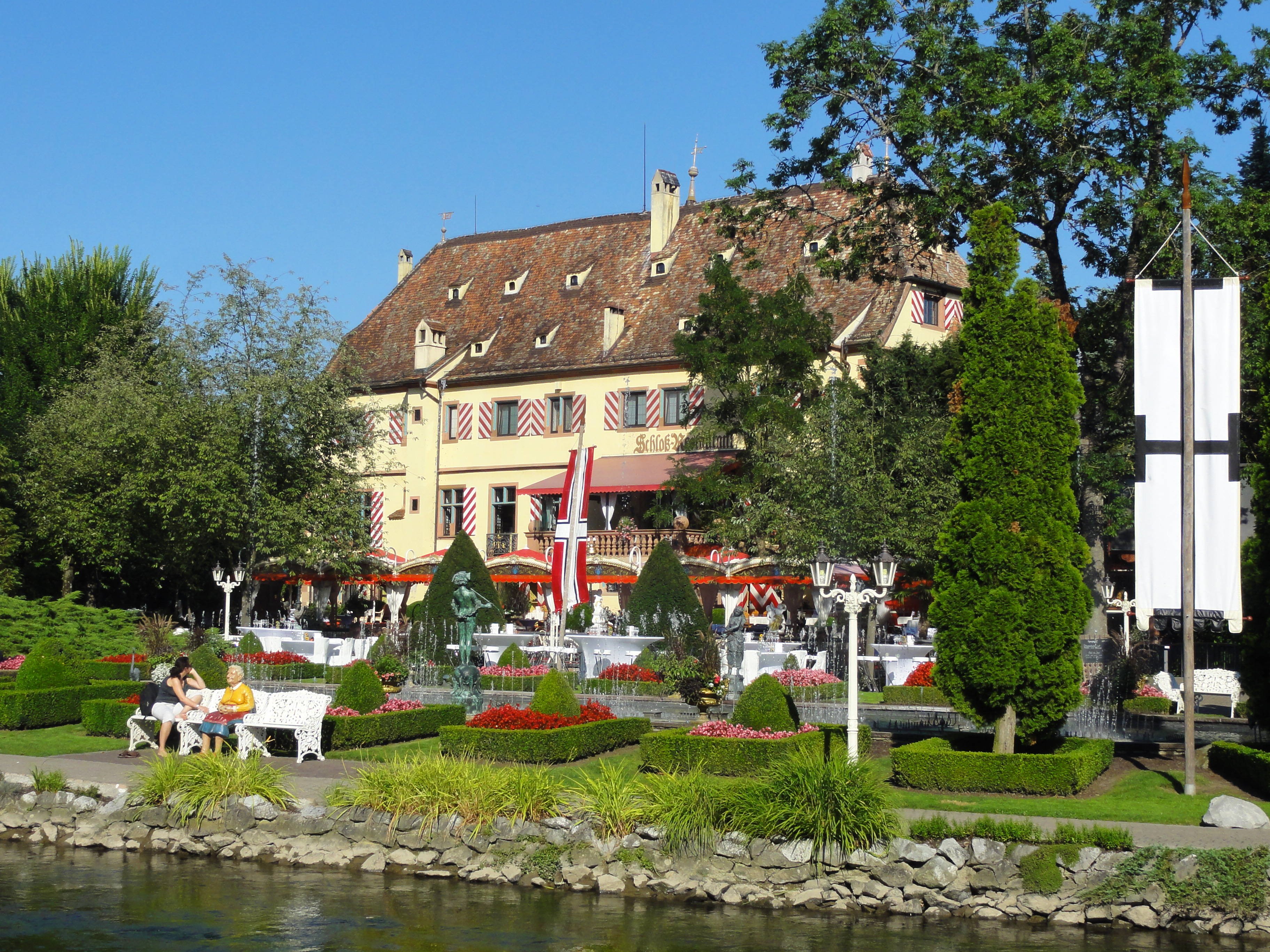
Schloss Balthasar im heutigen Europa-Park in Rust

#### Schloss Balthasar
Im Ortskern von Rust befindet sich das 1442 erbaute Schloss Balthasar, das früher vom Adelsgeschlecht Böcklin von Böcklinsau bewohnt wurde.
Es kann im Europa-Park besichtigt werden. Im Schloss befindet sich heute eines der Restaurants des Freizeitparks.

#### Balzare-Schlösschen
Auch dieses Gebäude wird mit dem Adelsgeschlecht Böcklin von Böcklinsau in Verbindung gebracht. Das Herrenhaus stammt aus der frühen Renaissance und wurde vermutlich 1598 erbaut. Da das Gebäude heute noch bewohnt ist, kann es nur von außen betrachtet werden. Die schöne Ornamentik im Fachwerk steht dabei im Gegensatz zur relativ einfachen Bauweise. Das Schlösschen befindet sich in der Ritterstraße, unweit der Kirche.

#### Kirche

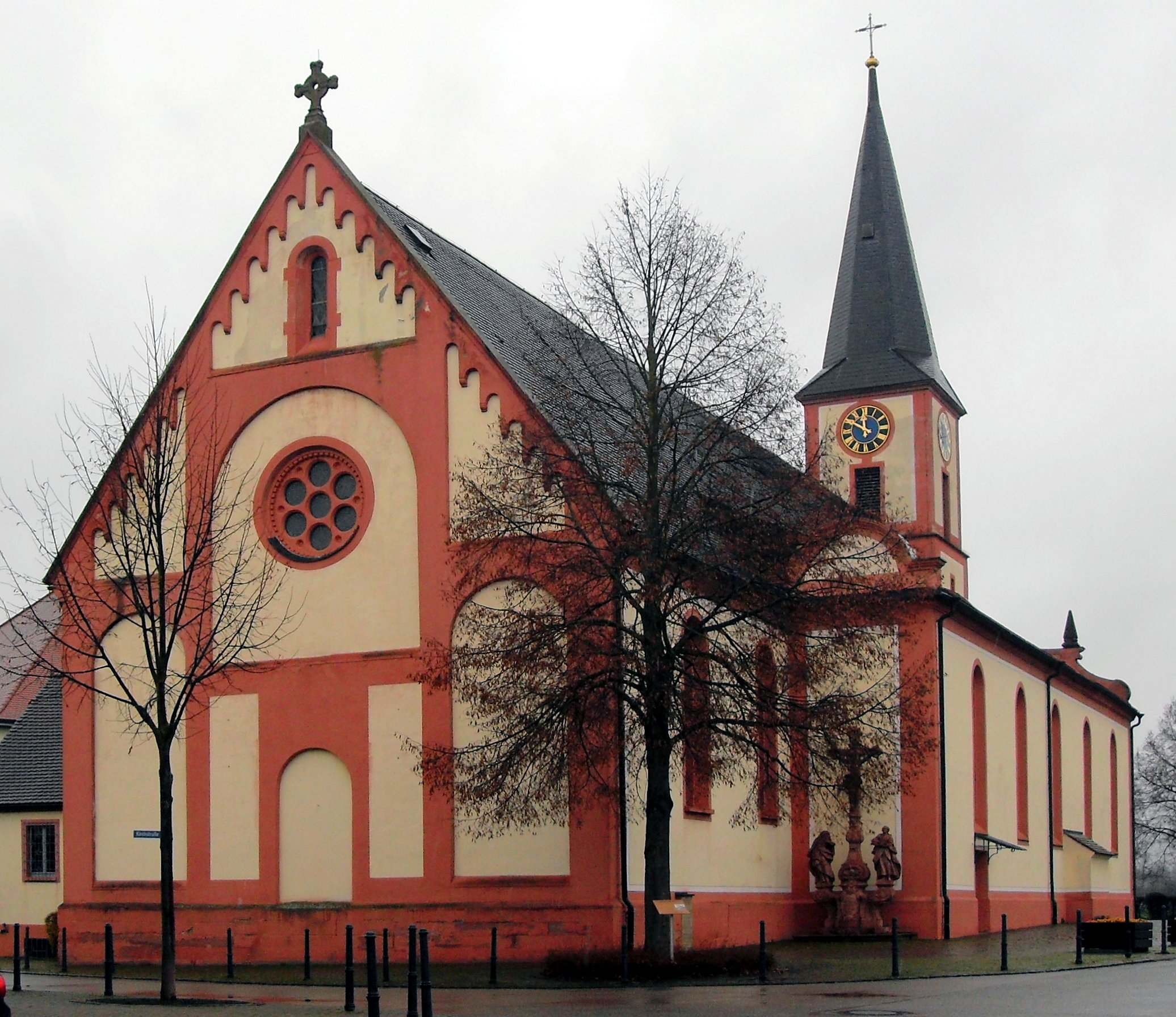
Pfarrkirche Petri in Ketten

Die Katholische Pfarrkirche Petri in Ketten (St. Peter in den Ketten) ist die einzige Pfarrkirche in Rust. Sie ist als eine der wenigen Kirchen im Umkreis dem Fischerpatron Petrus geweiht. Das Pfarrhaus befindet sich in unmittelbarer Nähe.
Das Langhaus wurde 1728 erbaut und eingeweiht. Nach Plänen des Baumeisters Peter Thumb wurden 1731 Turm und Chor gebaut und 1737 eingeweiht. 1888 wurde das Langhaus verlängert und die Sakristei angebaut. Die Kirche wurde dann von 1906 bis 1907 um die beiden Seitenschiffe erweitert. Bei Umbauarbeiten von 1952 bis 1954 wurde die Kirche „umgedreht“. Das heißt, der Altar wurde von der östlichen Seite an die westliche Seite des Langschiffes verlegt. In den 1990er Jahren gab es einen Brand in der Sakristei. Durch den Brandrauch wurden insbesondere die Deckengemälde in Mitleidenschaft gezogen. Die Bilder sind heute wieder restauriert, doch durch den Rauch immer noch sehr dunkel.

#### Synagoge
In Rust befand sich früher eine Synagoge. Sie wurde von der israelitischen Gemeinde Rust nach 1852 errichtet und 1857 eingeweiht. In der Reichspogromnacht 1938 wurde die Synagoge geschändet, verwüstet und beschädigt. 1964 wurde das Gotteshaus mit Zustimmung des Oberrates der Israeliten in Karlsruhe abgerissen.
Seit 1999 befindet sich am ehemaligen Standort der Synagoge (Ritterstraße) eine Gedenkstätte. Als Bestandteil enthält sie die drei ehemaligen Torbögen der Portale. Sie tragen die Inschrift: „Hüte deinen Fuß wenn du in das Haus Gottes gehst. Er ist nahe zu hören.“

#### Altes Rathaus
Das „Alte Rathaus“ ist das ehemalige Rathaus der Gemeinde. Es wurde ursprünglich von 1844 bis 1845 erbaut und 1892 um einen Glocken- und Uhrturm erweitert. 1989 wurde das Gebäude abgerissen und neu aufgebaut. Damit ist das Alte Rathaus jünger als das jetzige neue Rathaus. Heute befindet sich im Erdgeschoss eine Bank und im Obergeschoss ein als Bürgersaal genutzter Raum.

### Regelmäßige Veranstaltungen
Jeweils am ersten Septemberwochenende findet das Ruster Straßenfest statt. Im Februar oder März findet im Europa-Park Rust das Euro Dance Festival statt. Seit 1995 wird jeden Sonntag in den Sommermonaten die Live-Show Immer wieder sonntags im Europa-Park produziert und im Ersten ausgestrahlt.

## Wirtschaft und Infrastruktur

### Tourismus
Neben dem Europa-Park, der jährlich mehrere Millionen Besucher anlockt, besteht das Naturschutzgebiet Taubergießen, eine der wenigen noch erhaltenen Fluss-Auenlandschaften Deutschlands.
2014 wurde am Naturzentrum Rheinauen nordwestlich von Rust Deutschlands erster Klimawandelgarten eröffnet, dessen auffälligstes Merkmal ein 18 Meter hoher Aussichtsturm ist.
Seit 2005 ist Rust staatlich anerkannter Erholungsort.

### Verkehr
Seit dem Jahre 2002 hat Rust eine Autobahnausfahrt (57b) an der Bundesautobahn 5 (Hattenbacher Dreieck–Weil am Rhein).
Die Gemeinde ist mit Buslinien mit Lahr/Schwarzwald, Ettenheim, Ringsheim, Orschweier und Herbolzheim verbunden und gehört dem Tarifverbund Ortenau an. Nächster Bahnhalt ist in etwa zwei Kilometern Entfernung Ringsheim, seit Einführung des EuroCity-Express mit Fernverkehr zur Anbindung des Europa-Parks.
Das Fernbusunternehmen FlixBus unterhält eine Verbindung nach Rust über die Strecke Freiburg–Straßburg–Karlsruhe.
Der nächste Rheinübergang befindet sich in fünf Kilometern Entfernung per Fähre (gratis) in der Nachbargemeinde Kappel nach Rhinau (Frankreich).

### Ansässige Unternehmen
Die Gemeinde Rust beheimatet den Europa-Park. Mit rund sechs Millionen Besuchern pro Jahr und mehr als 100 Attraktionen und Shows ist er der größte Freizeitpark im deutschsprachigen Raum und der größte saisonale Freizeitpark der Welt. Direkt beschäftigt der Europa-Park etwa 3600 Mitarbeiter, indirekt werden bis zu 8500 Arbeitsplätze (vor allem in der Region) gesichert. Damit ist der Park einer der größten Arbeitgeber in der Region.

### Bildung
In Rust gibt es seit 2016 die weiterführende Gemeinschaftsschule Rust/Kappel-Grafenhausen, der die Grundschule angeschlossen ist.

## Persönlichkeiten

### In Rust geboren
- Thorsten Erny (* 1969), Politiker (CDU)